# Liste der Lieder von Peter Gabriel

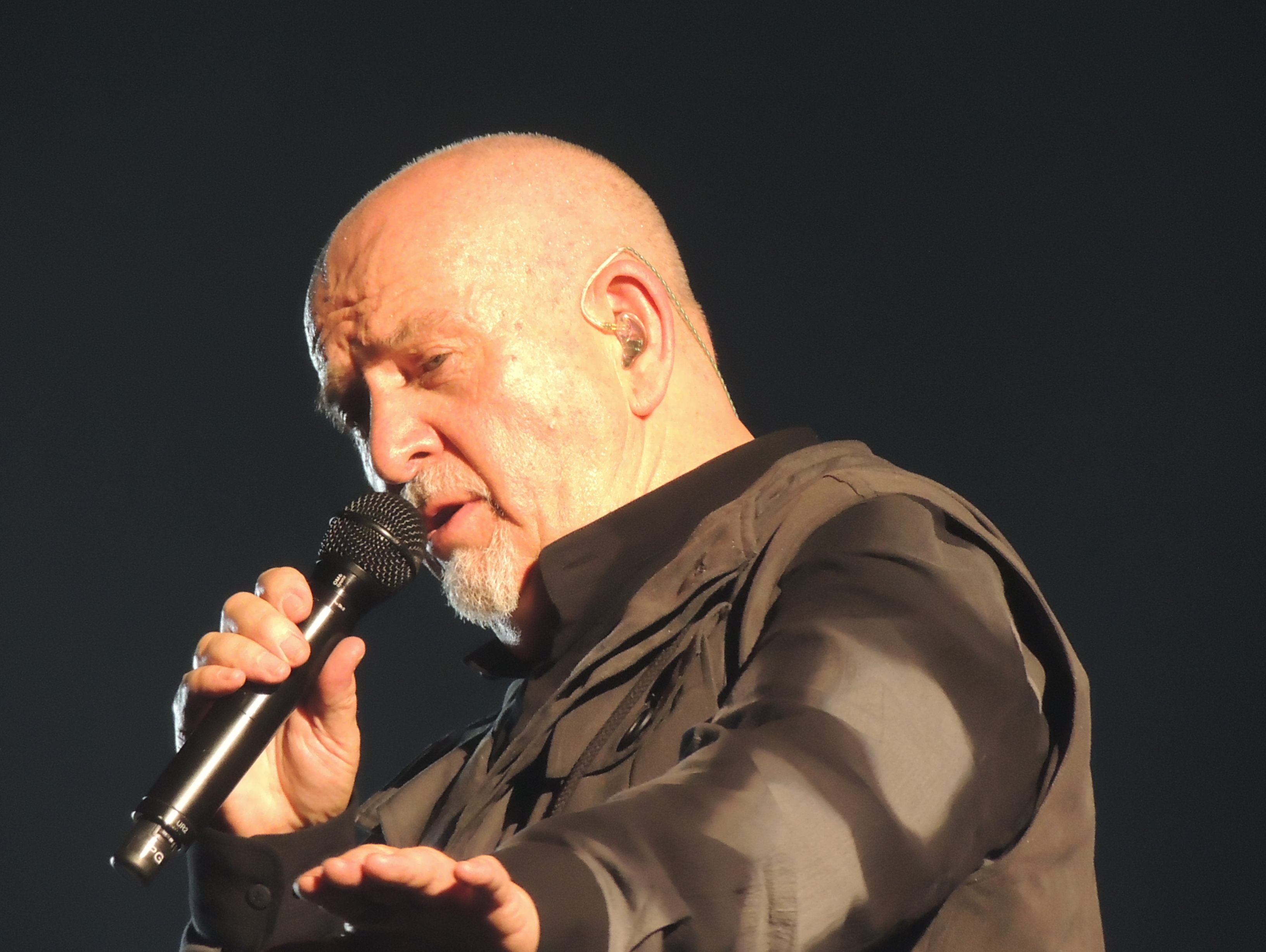
Peter Gabriel (2014)

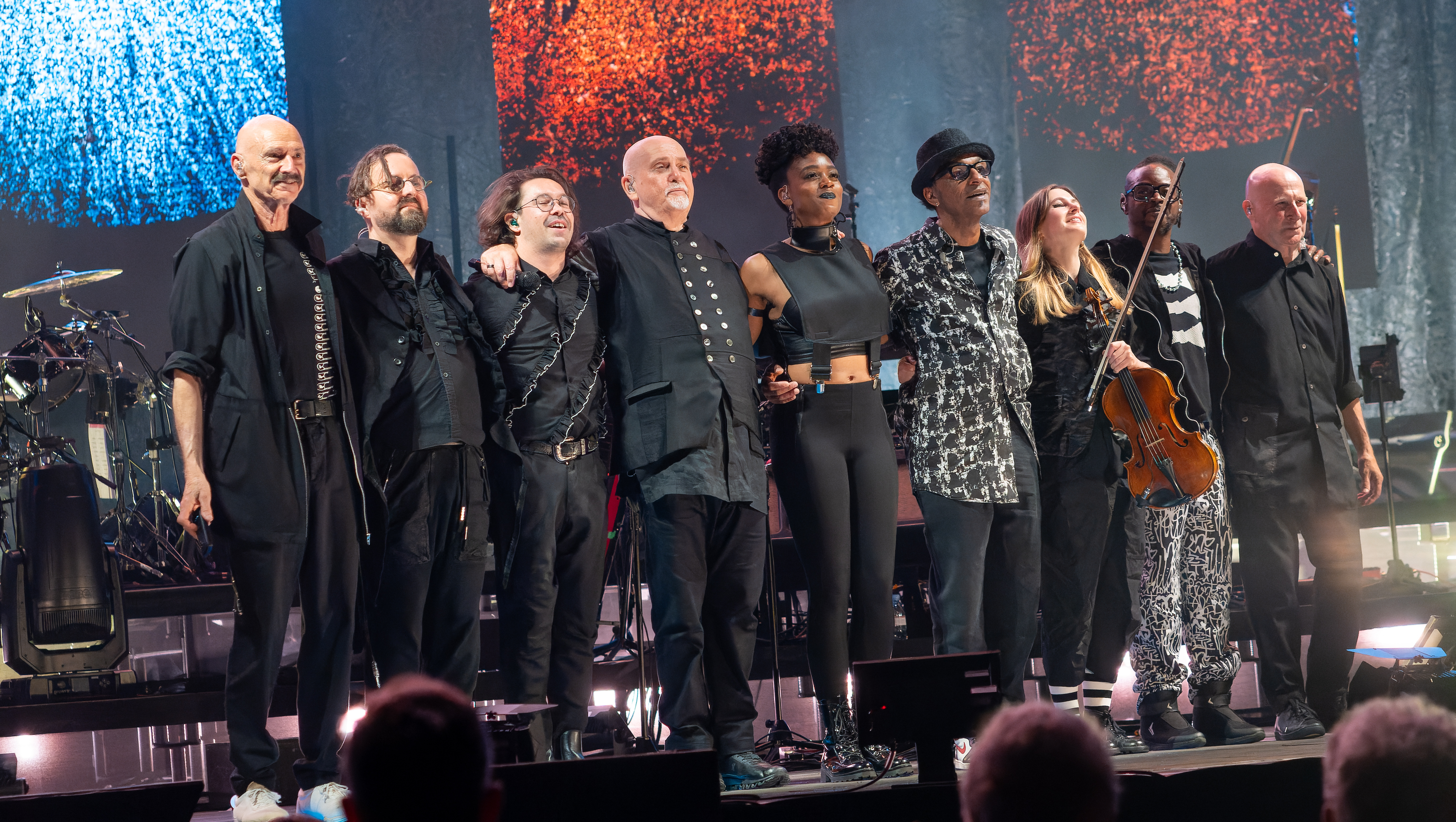
Peter Gabriel mit den anderen Bühnenmusikern der i/o The Tour 2023: Tony Levin, Richard Evans, Josh Shpak, Peter Gabriel, Ayanna Witter-Johnson, Manu Katché, Marina Moore, Don McLean (Don-E) und David Rhodes (von links nach rechts)

Die Liste der Lieder von Peter Gabriel enthält alle von dem englischen Singer-Songwriter und Rockmusiker Peter Gabriel seit Beginn seiner Solo-Karriere im Jahr 1977 interpretierten oder geschriebenen Lieder oder Instrumentaltitel.

## Über die Lieder
Nach seinem Ausstieg aus der Band Genesis im Herbst 1975 startete Peter Gabriel eine erfolgreiche Solokarriere. Seine eigene Musik ist eine nicht klar kategorisierbare Mischung aus Pop und Rock mit progressiven Elementen und deutlichen Einflüssen der Weltmusik. In dieser Liste sind unveröffentlichte Demos enthalten, die teilweise vor seinem Ausstieg bei Genesis entstanden sind; die Songs seiner acht Studioalben mit Originaltiteln inklusive der Veröffentlichungen dieser Titel in Deutscher Sprache; der drei Film-Soundtracks; des Soundtracks der Millennium Dome Show; einzelner Titelbeiträge zu weiteren Film-Soundtracks; Coverversionen von anderen Interpreten; Kollaborationen, die auf Alben anderer Interpreten erschienen sind und weitere Einzeltitel, die nicht auf seinen Alben veröffentlicht wurden. Diese Liste listet die wesentlichsten Aufnahmen auf, an denen Peter Gabriel insbesondere mit Gesang im Laufe der Zeit beteiligt war, enthält jedoch zum Beispiel nicht sonstige Kollaborationen oder alle Varianten der aufgelisteten Songs.
Meistens wurden seine Gesangstitel von ihm selbst interpretiert, außer auf seinem Soundtrack-Album OVO zu der Millennium Dome Show oder dem Lied Mother of Violence, das von seiner jüngeren Tochter Melanie auf der Warm-Up Tour von 2007 und der Latin American Tour von 2009 gesungen wurde. Bei den Film-Soundtrack-Titeln handelt es sich dagegen häufig um Instrumental-Aufnahmen.
Inhaltlich handeln die Texte seiner Lieder neben Gefühlen und inneren Konflikten von den verschiedensten Themen wie Krieg (Games Without Frontiers), den Folgen des Protestes gegen die Apartheid (Biko), dem Übergangsritus eines Apachen und der Kommerzialisierung indianischer Kultur (San Jacinto), Menschenrechten von politischen Gefangenen (Wallflower), Arbeitslosigkeit in der Weltwirtschaftskrise zum Ende der 1920er-Jahre (Don’t Give Up), den Rechten der Frauen in Afrika (Shaking the Tree), dem Märchen von dem Frosch und der Prinzessin aus den Kinder- und Hausmärchen der Brüder Grimm (Kiss That Frog), der Überwachung (The Veil und Panopticom) oder etwa Vergebung (Live and Let Live).
Gabriels kommerziell erfolgreichste Veröffentlichung war das Album So von 1986 mit über zehn Millionen verkauften Einheiten. Bis ins 21. Jahrhundert am meisten gehört werden neben Liedern von diesem Album, wie Sledgehammer auch frühere Titel, wie Solsbury Hill, die bis in die 2020er-Jahre auch immer Teil seiner Live-Konzerte waren.

## Liste der Lieder
In den Spalten der Tabelle sind neben dem Titel des Musikstücks, den Namen der Komponisten und/oder Liedtexter und dem Titel des Albums oder sonstigen Tonträgers, auf dem Peter Gabriel erstmals eine Interpretation des Songs veröffentlichte, die Zeitdauer des Songs in Minuten und Sekunden auf dem genannten Album oder Tonträger, das Jahr der Erstveröffentlichung und Anmerkungen zum Song angegeben.
Die Tabelle ist per Voreinstellung alphabetisch nach dem Titel des Musikstücks sortiert. Darüber hinaus kann sie nach den anderen Spalten durch Anklicken der kleinen Pfeile im Tabellenkopf auf- oder absteigend sortiert werden.
| Titel                                                     | Autor(en) | Album | Dauer                         | Jahr         | Anmerkungen |
| --------------------------------------------------------- | --- | --- | ----------------------------- | ------------ | --- |
| 100 Days to Go                                            | Peter Gabriel                                                                                                   | Real World Notes #? (E-CD)                                                                                 | 4:51                          | 1998         | instrumental, veröffentlicht 2024 unter Bandcamp Exclusives auf Real World Notes, enthält Elemente von The Tower That Ate People und The Rhythm of the Heat |
| Across the River                                          | Peter Gabriel, L. Shankar, David Rhodes, Stewart Copeland                                                       | Music and Rhythm                                                                                           | 7:12                          | 1982         | Album von verschiedenen Musikern |
| A.I.                                                      | Peter Gabriel, Ryan Tedder, Brent Kutzle, Steve Wilmot                                                          | Oh My My (OneRepublic-Album)                                                                               | 5:10                          | 2016         | Peter Gabriel hat den Song mitgeschrieben und übernimmt den Hauptgesang der zweiten Strophe und des ausgedehnten Outros / Codas. |
| Ain’t That Peculiar                                       | Pete Moore, William Robinson, Bobby Rogers, Marv Tarplin                                                        | Bristol Recorder issue #2 (LP+Zeitschrift)                                                                 | 4:38                          | 1977         | Coverversion, Aufnahme vom 7. März 1977 aus dem Uptown Theater in Chicago |
| And Still                                                 | Peter Gabriel                                                                                                   | i/o | 7:41                          | 2023         | Bright-Side Mix und Dark-Side Mix, sowie In-Side Mix (Dolby Atmos) Arbeitsversion (No Strings Attached) veröffentlicht 2023 (8:02) unter Bandcamp Exclusives |
| And Through the Wire                                      | Peter Gabriel                                                                                                   | Peter Gabriel (Melt)                                                                                       | 4:55                          | 1980         | |
| Animal Magic                                              | Peter Gabriel                                                                                                   | Peter Gabriel (Scratch)                                                                                    | 3:26                          | 1978         | |
| Animal Nation                                             | Peter Gabriel                                                                                                   | The Wild Thornberrys Movie (O.S.T.)                                                                        | 7:21                          | 2003         | auch 2019 auf Flotsam and Jetsam veröffentlicht |
| Animals Have More Fun                                     | Jimmy Pursey, Peter Gabriel, John Ellis                                                                         | Animals Have More Fun (Single von Jimmy Pursey)                                                            | 3:13                          | 1981         | mit Peter Gabriel und Band, Musikproduzent: Peter Gabriel |
| Another Day                                               | Roy Harper | 1979 Television Special                                                                                    | 3:35                          | 1979         | Duett mit Kate Bush auf BBC |
| Après Moi                                                 | Regina Spektor                                                                                                  | Scratch My Back                                                                                            | 5:13                          | 2010         | Coverversion |
| Atmospherics                                              | Peter Gabriel, Tom Robinson                                                                                     | North By Northwest (Album von Tom Robinson)                                                                | 3:12                          | 1982         | mit Peter Gabriel als Songwriter |
| At Night                                                  | Peter Gabriel                                                                                                   | Birdy | 2:38                          | 1985         | instrumental |
| Baby Man                                                  | Peter Gabriel                                                                                                   | Summer 2003 (Encore Series)                                                                                | 5:42                          | 2003         | veröffentlicht 2004 auch auf Growing Up on Tour: A Family Portrait |
| The Barry Williams Show                                   | Peter Gabriel                                                                                                   | Up | 7:16                          | 2002         | |
| Bashi-Bazouk                                              | Peter Gabriel                                                                                                   | Us | 4:46                          | 1992         | Bonustitel in Japan, B-Seite der Single Digging in the Dirt, 2019 auch weltweit auf Flotsam And Jetsam veröffentlicht |
| Bass Bowl                                                 | Peter Gabriel                                                                                                   | unveröffentlicht                                                                                           | 3:47                          | 1989         | instrumental, ursprünglich vorgesehen für Passion |
| Bat Story                                                 | Peter Gabriel                                                                                                   | Birds Like Us (O.S.T.)                                                                                     | 2:18                          | 2017         | |
| Before Night Falls                                        | Peter Gabriel                                                                                                   | Passion | 2:18                          | 1989         | instrumental |
| Be Still                                                  | Nick Kelly | Peace Together (Album von Various Astists)                                                                 | 3:52                          | 1993         | mit Gesang von Peter Gabriel |
| Big Blue Ball                                             | Karl Wallinger                                                                                                  | Big Blue Ball                                                                                              | 4:52                          | 2008         | |
| Big Time                                                  | Peter Gabriel                                                                                                   | So | 4:28                          | 1986         | |
| Biko                                                      | Peter Gabriel                                                                                                   | Peter Gabriel (Melt)                                                                                       | 7:24                          | 1980         | alternative Version vom 11. Juni 1980 (Wellow School Version) veröffentlicht 2025 (5:33) unter Bandcamp Exclusives |
| Biko (deutsche Version)                                   | Peter Gabriel, Horst Königstein                                                                                 | Ein deutsches Album                                                                                        | 8:55                          | 1980         | deutschsprachige Version von Biko |
| Birdy's Flight (from Not One of Us)                       | Peter Gabriel                                                                                                   | Birdy | 2:58                          | 1985         | instrumental |
| Blood of Eden                                             | Peter Gabriel                                                                                                   | Us | 6:38                          | 1992         | frühe Version von Ende 1989 (Piano Version) veröffentlicht 2024 (1:37) unter Bandcamp Exclusives, alternative Version vom 11. September 1990 (Campfire) veröffentlicht 2024 (7:23) unter Bandcamp Exclusives, weitere alternative Version vom 10. Dezember 1991 (Tears Mix) veröffentlicht 2024 (7:04) unter Bandcamp Exclusives, weitere alternative Version vom 10. Dezember 1991 (Tears Mix 2) veröffentlicht 2024 (6:49) unter Bandcamp Exclusives |
| Blood of Eden - kiss the bliss                            | Peter Gabriel                                                                                                   | unveröffentlicht                                                                                           | 7:37                          | 1991         | Version aus dem Mai 1991 veröffentlicht 2024 unter Bandcamp Exclusives, fertige Version 1991 veröffentlicht als Special Mix für Bis ans Ende der Welt (nicht auf dem O.S.T.), auch auf Flotsam and Jetsam |
| The Book of Love                                          | Stephin Merritt                                                                                                 | Scratch My Back                                                                                            | 3:53                          | 2010         | Coverversion, im Original von The Magnetic Fields auf dem Album 69 Love Songs, auch 2004 in Shall we dance? (O.S.T.), auch 2019 auf Rated PG veröffentlicht |
| The Boy in the Bubble                                     | Paul Simon, Forere Motloheloa                                                                                   | Scratch My Back                                                                                            | 4:28                          | 2010         | Coverversion |
| Bread and Wine                                            | Peter Gabriel                                                                                                   | Passion | 2:21                          | 1989         | instrumental |
| Brimstone                                                 | Peter Gabriel                                                                                                   | Real World Notes #7 (E-CD)                                                                                 | 0:51                          | 1998         | instrumental, veröffentlicht 2024 unter Bandcamp Exclusives auf Real World Notes |
| Broken Arrow                                              | J. R. Robertson                                                                                                 | Robbie Robertson (Album von Robbie Robertson)                                                              | 5:23                          | 1987         | mit Schlagzeug-Programmierung, Keyboards und Gesang von Peter Gabriel |
| Broken Line                                               | Joy Askew, Peter Gabriel, Melanie Gabriel                                                                       | Refuge: A Benefit for the People of Kosova (Album von Various Artists)                                     | 3:54                          | 1999         | mit Gesang von Peter Gabriel |
| Bully for You                                             | Peter Gabriel, Tom Robinson                                                                                     | unveröffentlicht                                                                                           | 5:00                          | 1979         | veröffentlicht von der Tom Robinson Band 1979 auf dem Album TRB Two (3:20) und als Single |
| Burn You Up, Burn You Down                                | Peter Gabriel                                                                                                   | Hit | 4:30                          | 2003         | ebenfalls veröffentlicht 2008 auf Big Blue Ball, kurzer Demo Schnipsel auf der CD-ROM Xplora1: Peter Gabriel’s Secret World |
| Cape Cod Kwassa Kwassa                                    | Peter Gabriel                                                                                                   | Musikstreaming                                                                                             | 4:08                          | 2008         | |
| The Carpet Crawlers 1999                                  | Tony Banks, Phil Collins, Peter Gabriel, Steve Hackett, Mike Rutherford                                         | Turn It On Again – The Hits                                                                                | 5:40                          | 1999         | Neuaufnahme mit neu eingesungenem Gesang von Peter Gabriel |
| Choir 1                                                   | Peter Gabriel                                                                                                   | Words with Gods (O.S.T.)                                                                                   | ?                             | 2012         | |
| Choir 2                                                   | Peter Gabriel                                                                                                   | Words with Gods (O.S.T.)                                                                                   | ?                             | 2012         | |
| Close Up (from Family Snapshot)                           | Peter Gabriel                                                                                                   | Birdy | 0:55                          | 1985         | instrumental |
| Cloudless                                                 | Peter Gabriel                                                                                                   | Long Walk Home                                                                                             | 4:49                          | 2002         | instrumental |
| Come Talk to Me                                           | Peter Gabriel                                                                                                   | Us | 7:06                          | 1992         | |
| Cor Anglais Theme                                         | Peter Gabriel                                                                                                   | unveröffentlicht                                                                                           | 1:54                          | 1989         | instrumental, ursprünglich vorgesehen für Passion |
| Courage                                                   | Peter Gabriel                                                                                                   | So – 25th Anniversary Deluxe Box-Set                                                                       | 4:35                          | 2012         | in dem Boxset auf Vinyl-Maxi-Single veröffentlicht |
| The Court                                                 | Peter Gabriel                                                                                                   | i/o | 4:21                          | 2023         | Bright-Side Mix und Dark-Side Mix, sowie In-Side Mix (Dolby Atmos), Arbeitsversion (Pre Band Demo) veröffentlicht 2023 (3:37) unter Bandcamp Exclusives |
| Crossing the Salt Pan                                     | Peter Gabriel                                                                                                   | Long Walk Home                                                                                             | 5:07                          | 2002         | instrumental |
| Curtains                                                  | Peter Gabriel                                                                                                   | Big Time (Single)                                                                                          | 3:29                          | 1987         | B-Seite |
| Daddy Long Legs                                           | Peter Gabriel                                                                                                   | Back to Front: Live in London                                                                              | 3:32                          | 2014         | auch O But oder Oh But, unfertige Fassung von Playing for Time |
| Dans Le Creux De Ta Nuit                                  | Peter Gabriel, Catherine Ribeiro                                                                                | Soleil Dans L’Ombre (Album von Catherine Ribeiro)                                                          | 4:42                          | 1982         | Komposition von Peter Gabriel |
| Darker Star                                               | Peter Gabriel                                                                                                   | Starhunter 2300 (O.S.T.)                                                                                   | 1:13                          | 2003         | Titelsong der zweiten Staffel der Serie, Instrumental-Remix von Darkness |
| Darker Star Reprise                                       | Peter Gabriel                                                                                                   | Starhunter 2300 (O.S.T.)                                                                                   | 2:05                          | 2003         | Instrumental-Remix von Darkness |
| Darkness                                                  | Peter Gabriel                                                                                                   | Up | 6:51                          | 2002         | |
| Deep Heat                                                 | Peter Gabriel                                                                                                   | CD erhältlich mit Matador Magazine in Spanien                                                              | 9:13                          | 2011         | instrumentales Stück auf der Basis von der The Rhythm of the Heat-New Blood-Version, veröffentlicht 2024 unter Bandcamp Exclusives auf Full Stretch |
| Define Dancing                                            | Peter Gabriel, Thomas Newman                                                                                    | WALL·E (O.S.T.)                                                                                            | 2:23                          | 2008         | instrumental mit dem Motiv aus Down to Earth |
| A Different Drum                                          | Peter Gabriel                                                                                                   | Passion | 4:40                          | 1989         | instrumental |
| Different Stories, Different Lives                        | Peter Gabriel, Richard Evans, David Rhodes                                                                      | Sea Monsters: A Prehistoric Adventure                                                                      | ? 3:01 (Edit 1) 2:44 (Edit 2) | 2007         | US-Blu-ray |
| Diggage Fluty                                             | Peter Gabriel                                                                                                   | Words with Gods (O.S.T.)                                                                                   | ?                             | 2012         | |
| Digging in the Dirt                                       | Peter Gabriel                                                                                                   | Us | 5:18                          | 1992         | |
| Disturbed                                                 | Peter Gabriel                                                                                                   | Passion | 3:35                          | 1989         | instrumental |
| D.I.Y.                                                    | Peter Gabriel                                                                                                   | Peter Gabriel (Scratch)                                                                                    | 2:37                          | 1978         | |
| Dog One (Dog Two Dog Three)                               | Peter Gabriel                                                                                                   | WOMAD Festival 18. July 1982                                                                               | ?                             | 1981         | |
| Don’t Break This Rhythm                                   | Peter Gabriel                                                                                                   | Sledgehammer (Single)                                                                                      | 3:50                          | 1986         | B-Seite |
| Don’t Give Up                                             | Peter Gabriel                                                                                                   | So | 6:33                          | 1986         | frühe Version von 1981 oder 1982 (Demo reel edits) veröffentlicht 2025 (1:02) unter Bandcamp Exclusives, weitere frühe Version als Mehrspuraufnahme vom August 1981 (Early multi-track version) veröffentlicht 2025 (2:39) unter Bandcamp Exclusives, weitere frühe Version noch ohne den Gesang von Kate Bush (Kate’s Mix) veröffentlicht 2025 (6:42) unter Bandcamp Exclusives                                                                       |
| Do What U Do                                              | Caroline Shankar, L. Shankar, Peter Gabriel                                                                     | Do What U Do (Album von The Epidemics)                                                                     | 3:50                          | 1986         | mit Gesang von Peter Gabriel |
| Downside-Up                                               | Peter Gabriel                                                                                                   | OVO | 6:04                          | 2000         | |
| Down the Dolce Vita                                       | Peter Gabriel                                                                                                   | Peter Gabriel (Car)                                                                                        | 5:05                          | 1977         | Early ideas from Down the Dolce Vita veröffentlicht 2024 (3:48) unter Bandcamp Exclusives |
| Down to Earth                                             | Peter Gabriel, Thomas Newman                                                                                    | WALL·E (O.S.T.)                                                                                            | 5:58                          | 2008         | auch 2019 auf Rated PG veröffentlicht |
| Dressing the Wound                                        | Peter Gabriel                                                                                                   | Birdy | 4:06                          | 1985         | instrumental |
| The Drop                                                  | Peter Gabriel                                                                                                   | Up | 2:59                          | 2002         | |
| Du bist nicht wie wir                                     | Peter Gabriel, Horst Königstein                                                                                 | Ein deutsches Album                                                                                        | 5:31                          | 1980         | deutschsprachige Version von Not One of Us |
| Eindringling                                              | Peter Gabriel, Horst Königstein                                                                                 | Ein deutsches Album                                                                                        | 5:00                          | 1980         | deutschsprachige Version von Intruder |
| Ein normales Leben                                        | Peter Gabriel, Horst Königstein                                                                                 | Ein deutsches Album                                                                                        | 4:21                          | 1980         | deutschsprachige Version von Lead a Normal Life |
| EVE                                                       | Peter Gabriel, Thomas Newman                                                                                    | WALL·E (O.S.T.)                                                                                            | 1:02                          | 2008         | instrumental mit dem Motiv aus Down to Earth |
| Everybird                                                 | Peter Gabriel                                                                                                   | Birds Like Us (O.S.T.)                                                                                     | 4:24                          | 2017         | auch 2019 auf Rated PG veröffentlicht wurde bereits 2014 als Bird bei der Back to Front Tour geprobt, auch als Every Bird bezeichnet |
| Every Bird Song                                           | Peter Gabriel                                                                                                   | Birds Like Us (O.S.T.)                                                                                     | 1:24                          | 2017         | |
| Excuse Me                                                 | Peter Gabriel, Martin Hall                                                                                      | Peter Gabriel (Car)                                                                                        | 3:20                          | 1977         | Demo veröffentlicht 2024 (3:32) unter Bandcamp Exclusives |
| Exit Through You                                          | Peter Gabriel, Joseph Arthur                                                                                    | Big Blue Ball                                                                                              | 5:52                          | 2008         | |
| Exposure                                                  | Peter Gabriel, Robert Fripp                                                                                     | Peter Gabriel (Scratch)                                                                                    | 4:12                          | 1978         | |
| The Eye                                                   | Peter Gabriel                                                                                                   | Xplora1: Peter Gabriel’s Secret World                                                                      | ?                             | 1993         | kurzer Demo Schnipsel auf der CD-ROM |
| Fallen Angel                                              | J. R. Robertson, Martin Page                                                                                    | Robbie Robertson                                                                                           | 5:52                          | 1987         | mit Schlagzeug-Programmierung, Keyboards und Gesang von Peter Gabriel |
| The Family and the Fishing Net                            | Peter Gabriel                                                                                                   | Peter Gabriel (Security)                                                                                   | 7:02                          | 1982         | |
| Family Snapshot                                           | Peter Gabriel                                                                                                   | Peter Gabriel (Melt)                                                                                       | 4:25                          | 1980         | early incarnation veröffentlicht 2024 (4:00) unter Bandcamp Exclusives |
| Father, Son                                               | Peter Gabriel                                                                                                   | OVO | 4:55                          | 2000         | |
| The Feeling Begins                                        | Peter Gabriel                                                                                                   | Passion | 4:00                          | 1989         | instrumental |
| Firebirds                                                 | Peter Gabriel, Martin Hall                                                                                      | unveröffentlicht                                                                                           | 3:15                          | 1974         | Demo veröffentlicht 2024 als Firebird unter Bandcamp Exclusives |
| Das Fischernetz                                           | Peter Gabriel, Horst Königstein                                                                                 | Deutsches Album                                                                                            | 6:45                          | 1982         | deutschsprachige Version von The Family and the Fishing Net |
| Fishermans Song                                           | Annette Humpe, Christa Fast                                                                                     | Die Nixe - The Mermaid (Album von Christa Fast)                                                            | 1:59                          | 1992         | Gesang von Peter Gabriel |
| Floating Dogs                                             | Peter Gabriel                                                                                                   | Birdy | 2:55                          | 1985         | instrumental |
| Flotsam and Jetsam                                        | Peter Gabriel                                                                                                   | Peter Gabriel (Scratch)                                                                                    | 2:17                          | 1978         | |
| Flume                                                     | Justin Vernon                                                                                                   | Scratch My Back                                                                                            | 3:01                          | 2010         | Coverversion, Original von Bon Iver |
| Four Kinds of Horses                                      | Peter Gabriel                                                                                                   | i/o | 6:47                          | 2023         | Bright-Side Mix und Dark-Side Mix, sowie In-Side Mix (Dolby Atmos), Arbeitsversion (Post Band Version) veröffentlicht 2023 (7:10) unter Bandcamp Exclusives |
| Fourteen Black Paintings                                  | Peter Gabriel                                                                                                   | Us | 4:38                          | 1992         | |
| Frag mich nicht immer                                     | Peter Gabriel, Horst Königstein                                                                                 | Ein deutsches Album                                                                                        | 6:04                          | 1980         | deutschsprachige Version von I Don’t Remember, mit dem instrumentalen Titel Start zusammengelegt |
| Funny Man                                                 | Peter Gabriel, Martin Hall                                                                                      | unveröffentlicht                                                                                           | 4:19                          | 1975         | Demo veröffentlicht 2024 unter Bandcamp Exclusives |
| Further From Love                                         | John Watts | Destination Paradise (Album von Fischer-Z)                                                                 | 3:46                          | 1992         | mit Begleitgesang von Peter Gabriel |
| GA-GA                                                     | Peter Gabriel                                                                                                   | Red Rain (Single)                                                                                          | 4:31                          | 1987         | B-Seite, instrumentale Version von I Go Swimming |
| Games Without Frontiers                                   | Peter Gabriel                                                                                                   | Peter Gabriel (Melt)                                                                                       | 4:00                          | 1980         | early incarnation veröffentlicht 2024 (3:00) unter Bandcamp Exclusives |
| Gethsemane                                                | Peter Gabriel                                                                                                   | Passion | 1:26                          | 1989         | instrumental |
| Get the Guns                                              | Peter Gabriel, Martin Hall                                                                                      | unveröffentlicht                                                                                           | 2:51                          | 1975         | später bei Down the Dolce Vita verwendet, Demo veröffentlicht 2024 unter Bandcamp Exclusives |
| Get Up, Stand Up                                          | Bob Marley, Peter Tosh                                                                                          | Studioaufnahme offiziell unveröffentlicht                                                                  | 4:02                          | 1998 2003    | Liveaufnahme auf DVD The Paris Concert For Amnesty International The Struggle Continues… |
| Give Peace a Chance                                       | John Lennon, Yoko Ono, Sean Ono Lennon                                                                          | Give Peace A Chance (Single von peace Choir)                                                               | 3:24                          | 1990         | mit Gesang von Peter Gabriel |
| Go Away Mr. Evans                                         | Peter Gabriel                                                                                                   | Long Walk Home                                                                                             | 5:14                          | 2002         | instrumental |
| God Knows                                                 | Peter Gabriel, Martin Hall                                                                                      | unveröffentlicht                                                                                           | 4:59                          | 1975         | |
| Gracie’s Recapture                                        | Peter Gabriel                                                                                                   | Long Walk Home                                                                                             | 4:40                          | 2002         | instrumental |
| Growing Up                                                | Peter Gabriel                                                                                                   | Up | 7:33                          | 2002         | |
| Handauflegen                                              | Peter Gabriel, Horst Königstein                                                                                 | Deutsches Album                                                                                            | 6:02                          | 1982         | deutschsprachige Version von Lay Your Hands on Me |
| The Hatching                                              | Peter Gabriel                                                                                                   | Birds Like Us (O.S.T.)                                                                                     | 2:37                          | 2017         | |
| The Heat (from The Rhythm of the Heat)                    | Peter Gabriel                                                                                                   | Birdy | 4:41                          | 1985         | instrumental |
| Here Comes the Flood                                      | Peter Gabriel                                                                                                   | Peter Gabriel (Car)                                                                                        | 5:38                          | 1977         | alternative Version 1990 auf Shaking the Tree: Sixteen Golden Greats |
| Here It Is                                                | Leonard Cohen, Sharon Terea Robinson                                                                            | Here It Is: A Tribute To Leonard Cohen                                                                     | 5:14                          | 2022         | Coverversion |
| “Heroes”                                                  | David Bowie, Brian Eno                                                                                          | Scratch My Back                                                                                            | 4:10                          | 2010         | Coverversion |
| Home                                                      | Peter Gabriel                                                                                                   | Birds Like Us (O.S.T.)                                                                                     | 1:39                          | 2017         | |
| Home Sweet Home                                           | Peter Gabriel                                                                                                   | Peter Gabriel (Scratch)                                                                                    | 4:37                          | 1978         | |
| Howling at the Moon                                       | Peter Gabriel, Martin Hall                                                                                      | unveröffentlicht                                                                                           | 3:03                          | 1975         | Demo veröffentlicht 2024 unter Bandcamp Exclusives |
| Humdrum                                                   | Peter Gabriel                                                                                                   | Peter Gabriel (Car)                                                                                        | 3:25                          | 1977         | |
| Hush Hush Hush                                            | Paula Cole | This Fire (Paula Cole-Album)                                                                               | 4:22                          | 1996         | mit Gesang von Peter Gabriel in einer Strophe |
| Ich geh‘ schwimmen                                        | Peter Gabriel, Horst Königstein                                                                                 | unveröffentlicht                                                                                           | ?                             | 1979 (Remix) | deutschsprachige Version von I Go Swimming, auch 1982 (Remix) |
| Ich Und Mein Teddybär                                     | John Fred Coots, Jack Winters                                                                                   | live 2th December 1978 – Düsseldorf, Philipshalle                                                          | ?                             | 1978         | deutschsprachige Version von Teddy Bear/Me and my Teddy Bear, nur live gespielt |
| I Don’t Remember                                          | Peter Gabriel                                                                                                   | Peter Gabriel (Melt)                                                                                       | 4:36                          | 1980         | Frühe Version (Version 2, Sept 1978) vom 2. September 1978 aus den Trident Studios veröffentlicht 2025 (3:34) unter Bandcamp Exclusives |
| I Go Swimming                                             | Peter Gabriel                                                                                                   | Plays Live                                                                                                 | 4:44                          | 1983         | Studioaufnahme nur 1984 im Soundtrack von Hard to Hold – Keine Zeit für Zweisamkeit veröffentlicht Studio-Rohmix (Studio Rough Mix) vom Juli 1981 veröffentlicht 2025 (4:39) unter Bandcamp Exclusives |
| I Got Your Message                                        | Caroline Shankar, L. Shankar, Peter Gabriel                                                                     | Do What U Do (Album von The Epidemics)                                                                     | 4:16                          | 1986         | mit Gesang von Peter Gabriel |
| I Grieve                                                  | Peter Gabriel                                                                                                   | Up | 7:25                          | 2002         | |
| I Have the Touch                                          | Peter Gabriel                                                                                                   | Peter Gabriel (Security)                                                                                   | 4:33                          | 1982         | |
| Illusions                                                 | Friedrich Hollaender                                                                                            | Soundcheck in Hamburg 20. Juli 1987                                                                        | ?                             | 1987         | aufgenommen für Reichshauptstadt – privat, nicht auf dem O.S.T. |
| Imagine                                                   | John Lennon, Yoko Ono                                                                                           | Olympische Winterspiele 2006 in Turin, Eröffnungsfeier                                                     | 3:10                          | 2006         | |
| I’m Amazing                                               | Peter Gabriel                                                                                                   | I’m Amazing (Single)                                                                                       | 7:28                          | 2006         | |
| I Met A Man                                               | Toni Childs | Angelus (Album von Toni Childs)                                                                            | 4:42                          | 1993         | mit Gesang von Peter Gabriel |
| I’m Still Looking For A Home                              | Joy Askew | Tender City (Joy-Askew-Album)                                                                              | 5:04                          | 1996         | mit Gesang von Peter Gabriel |
| Indigo                                                    | Peter Gabriel                                                                                                   | Peter Gabriel (Scratch)                                                                                    | 3:30                          | 1978         | |
| In Doubt                                                  | Peter Gabriel                                                                                                   | Passion | 1:33                          | 1989         | instrumental |
| In the Neighborhood                                       | Tom Waits | unveröffentlicht                                                                                           | 3:28                          | 2008         | Coverversion, aufgenommen für das The Voice Project, veröffentlicht 2024 unter Bandcamp Exclusives |
| In the Sun                                                | Joseph Arthur                                                                                                   | Diana, Princess of Wales: Tribute                                                                          | 6:44                          | 1997         | Coverversion |
| Intimitcy                                                 | Peter Gabriel                                                                                                   | Words with Gods (O.S.T.)                                                                                   | ?                             | 2012         | |
| Intruder                                                  | Peter Gabriel                                                                                                   | Peter Gabriel (Melt)                                                                                       | 4:54                          | 1980         | |
| In Your Eyes                                              | Peter Gabriel                                                                                                   | So | 5:29                          | 1986         | andere Version in dem Film Say Anything..., diese Version auch 2019 auf Rated PG veröffentlicht |
| i/o                                                       | Peter Gabriel                                                                                                   | i/o | 3:52                          | 2023         | Bright-Side Mix und Dark-Side Mix, sowie In-Side Mix (Dolby Atmos), Arbeitsversion (Post Band Version) veröffentlicht 2023 (7:36) unter Bandcamp Exclusives |
| I Think It’s Going to Rain Today                          | Randy Newman | Scratch My Back                                                                                            | 2:34                          | 2010         | Coverversion |
| It Is Accomplished                                        | Peter Gabriel                                                                                                   | Passion | 2:55                          | 1989         | instrumental |
| It’s Only Rock’N Roll (But I Like It)                     | Mick Jagger, Keith Richards                                                                                     | Glastonbury, Glastonbury Fayre                                                                             | ?                             | 1979         | live von Peter Gabriel & Friends |
| Jaci Stret                                                | Peter Gabriel                                                                                                   | Words with Gods (O.S.T.)                                                                                   | ?                             | 2012         | |
| Jetzt kommt die Flut                                      | Peter Gabriel, Horst Königstein                                                                                 | Biko (Single)                                                                                              | 4:58                          | 1980         | B-Seite, deutschsprachige Version von Here Comes the Flood |
| Jigalong                                                  | Peter Gabriel                                                                                                   | Long Walk Home                                                                                             | 4:03                          | 2002         | instrumental |
| John Has a Headache                                       | Peter Gabriel                                                                                                   | unveröffentlicht                                                                                           | ?                             | 1982         | live gespielt auf der Playtime 88 Tournee in Nordamerika |
| Katmandu                                                  | Cat Stevens | Mona Bone Jakon (Album von Cat Stevens)                                                                    | 3:17                          | 1970         | Peter Gabriel spielt Flöte |
| Keine Selbstkontrolle                                     | Peter Gabriel, Horst Königstein                                                                                 | Ein deutsches Album                                                                                        | 4:00                          | 1980         | deutschsprachige Version von No Self Control |
| Kiss of Live                                              | Peter Gabriel                                                                                                   | Peter Gabriel (Security)                                                                                   | 4:17                          | 1982         | |
| Kiss That Frog                                            | Peter Gabriel                                                                                                   | Us | 5:20                          | 1992         | alternative Version Kiss That Frog (Funky Frog) von 1993 (4:03) veröffentlicht 2024 unter Bandcamp Exclusives |
| Kon Takt!                                                 | Peter Gabriel, Horst Königstein                                                                                 | Deutsches Album                                                                                            | 4:31                          | 1982         | deutschsprachige Version von I Have the Touch |
| Lay Your Hands on Me                                      | Peter Gabriel                                                                                                   | Peter Gabriel (Security)                                                                                   | 6:03                          | 1982         | |
| Lazarus Raised                                            | Peter Gabriel                                                                                                   | Passion | 1:26                          | 1989         | instrumental |
| Laz Raz                                                   | Peter Gabriel                                                                                                   | Words with Gods (O.S.T.)                                                                                   | ?                             | 2012         | |
| Lead a Normal Life                                        | Peter Gabriel                                                                                                   | Peter Gabriel (Melt)                                                                                       | 4:13                          | 1980         | |
| Let It Be                                                 | John Lennon, Paul McCartney                                                                                     | Tour of Life (Tournee von Kate Bush)                                                                       | 8:57                          | 1979         | gesungen live mit Kate Bush und Steve Harley |
| Listening Wind                                            | David Byrne, Brian Eno, Chris Frantz, Jerry Harrison, Tina Weymouth                                             | Scratch My Back                                                                                            | 4:23                          | 2010         | Coverversion, Original von Talking Heads |
| Live and Let Live                                         | Peter Gabriel                                                                                                   | i/o | 6:46 / 7:11                   | 2023         | 6:46 (Bright-Side Mix) / 7:11 (Dark-Side Mix und In-Side Mix (Dolby Atmos)), Arbeitsversion (Stripped Down Version) veröffentlicht 2023 (5:51) unter Bandcamp Exclusives |
| Love Can Heal                                             | Peter Gabriel                                                                                                   | i/o | 5:59                          | 2023         | Bright-Side Mix und Dark-Side Mix, sowie In-Side Mix (Dolby Atmos), Arbeitsversion 1 (Post Band Version) veröffentlicht 2023 (6:31) unter Bandcamp Exclusives, Arbeitsversion 2 (Halfway House Mix) veröffentlicht 2023 (5:21) unter Bandcamp Exclusives |
| Love to Be Loved                                          | Peter Gabriel                                                                                                   | Us | 5:18                          | 1992         | |
| Lovetown                                                  | Peter Gabriel                                                                                                   | Lovetown (Single)                                                                                          | 5:27                          | 1993         | von Philadelphia – Music From The Motion Picture, kurzer Demo Schnipsel auf der CD-ROM Xplora1: Peter Gabriel’s Secret World |
| Low Light                                                 | Peter Gabriel                                                                                                   | OVO | 6:37                          | 2000         | |
| Make Tomorrow                                             | Peter Gabriel                                                                                                   | OVO | 10:01                         | 2000         | alternative Version mit Gesang von Peter Gabriel (6:03) veröffentlicht 2024 unter Bandcamp Exclusives |
| The Man Who Loved the Earth/The Hand That Sold Shadows    | Peter Gabriel                                                                                                   | OVO | 4:15                          | 2000         | |
| Mercy Street                                              | Peter Gabriel                                                                                                   | So | 6:22                          | 1986         | Version vom Januar 1986 (Piano Version) veröffentlicht 2024 (5:56) unter Bandcamp Exclusives, Kassettenaufnahme mit Experimenten (Experiments) von 1985 (3:11) veröffentlicht 2025 unter Bandcamp Exclusives |
| Mer Mer                                                   | Peter Gabriel                                                                                                   | Words with Gods (O.S.T.)                                                                                   | ?                             | 2012         | |
| Merrily Up on High                                        | Peter Gabriel, Tom Robinson                                                                                     | 21st December 1978 – Nicky Horne’s Capital Radio Show (Radiosendung)                                       | 4:11                          | 1978         | Tom Robinson Version (3.45) auf North By Northwest (1982) (Album von Tom Robinson) |
| Mezzo                                                     | Richard Evans, Peter Gabriel, David Rhodes                                                                      | 3. Oktober 2003 - Mezzo.tv (Kabel/SAT-Übertragung)                                                         | ?                             | 2003         | 8 verschiedene Versionen |
| Mirrorball                                                | Guy Garvey, Craig Potter, Mark Potter, Pete Turner, Richard Jupp                                                | Scratch My Back                                                                                            | 4:49                          | 2010         | Coverversion, Original von Elbow |
| Modern Love                                               | Peter Gabriel                                                                                                   | Peter Gabriel (Car)                                                                                        | 3:38                          | 1977         | |
| Moi Et Mon Teddy Bear                                     | John Fred Coots, Jack Winters                                                                                   | live 13th October 1978 – Québec, Colisée de Québec                                                         | ?                             | 1978         | französischsprachige Version von Teddy Bear/Me and my Teddy Bear, nur live gespielt |
| Moodoo’s Secret                                           | Peter Gabriel, Richard Evans, David Rhodes                                                                      | Long Walk Home                                                                                             | 3:02                          | 2002         | instrumental |
| More Than This                                            | Peter Gabriel                                                                                                   | Up | 6:02                          | 2002         | |
| Moribund the Burgermeister                                | Peter Gabriel                                                                                                   | Peter Gabriel (Car)                                                                                        | 4:20                          | 1977         | |
| Mother of Violence                                        | Peter Gabriel, Jill Gabriel                                                                                     | Peter Gabriel (Scratch)                                                                                    | 3:10                          | 1978         | |
| Mundzumundbeatmung                                        | Peter Gabriel, Horst Königstein                                                                                 | Deutsches Album                                                                                            | 4:54                          | 1982         | deutschsprachige Version von Kiss of Life |
| My Body Is a Cage                                         | Win Butler, Régine Chassagne, Richard Reed Parry, Timothy Kingsbury, William Butler, Jeremy Gara, Sarah Neufeld | Scratch My Back                                                                                            | 6:13                          | 2010         | Coverversion, Original von Arcade Fire |
| My Head Sounds Like That                                  | Peter Gabriel                                                                                                   | Up | 6:29                          | 2002         | |
| My Secret Place                                           | Joni Mitchell                                                                                                   | Chalk Mark In A Rain Storm (Album von Joni Mitchell)                                                       | 5:01                          | 1988         | mit Gesang von Peter Gabriel |
| N’Doh                                                     | Peter Gabriel                                                                                                   | Xplora1: Peter Gabriel’s Secret World                                                                      | ?                             | 1993         | kurzer Demo Schnipsel auf der CD-ROM |
| The Nest That Sailed the Sky                              | Peter Gabriel                                                                                                   | OVO | 5:05                          | 2000         | instrumental |
| Ngankarrparni (Sky Blue – Reprise)                        | Peter Gabriel                                                                                                   | Long Walk Home                                                                                             | 6:01                          | 2002         | instrumental |
| Nicht die Erde hat dich verschluckt                       | Peter Gabriel, Horst Königstein                                                                                 | Deutsches Album                                                                                            | 5:59                          | 1982         | deutschsprachige Version von Wallflower |
| Nocturnal                                                 | Peter Gabriel                                                                                                   | Les Morsures de l'Aube (O.S.T.)                                                                            | 3:47                          | 2001         | auch 2019 auf Rated PG veröffentlicht |
| No More Apartheid                                         | Steven Van Zandt                                                                                                | Sun City: Artists Against Apartheid                                                                        | 7:12                          | 1985         | Album von Artists United Against Apartheid |
| No More Mickey                                            | Peter Gabriel, Martin Hall                                                                                      | unveröffentlicht                                                                                           | 2:43                          | 1975         | Demo veröffentlicht 2024 unter Bandcamp Exclusives |
| No Self Control                                           | Peter Gabriel                                                                                                   | Peter Gabriel (Melt)                                                                                       | 3:51                          | 1980         | |
| Not One of Us                                             | Peter Gabriel                                                                                                   | Peter Gabriel (Melt)                                                                                       | 5:17                          | 1980         | early incarnation veröffentlicht 2024 (2:24) unter Bandcamp Exclusives |
| No Way Out                                                | Peter Gabriel                                                                                                   | Up | 7:53                          | 2002         | |
| O But                                                     | Peter Gabriel                                                                                                   | Back to Front Tour (Encore Series)                                                                         | versch.                       | 2014         | auch Oh But oder Daddy Long Legs, unfertige Fassung von Playing for Time |
| Oh But                                                    | Peter Gabriel                                                                                                   | Back to Front Tour (Encore Series)                                                                         | versch.                       | 2014         | auch O But oder Daddy Long Legs, unfertige Fassung von Playing for Time |
| Of These, Hope                                            | Peter Gabriel                                                                                                   | Passion | 3:55                          | 1989         | instrumental |
| Of These, Hope – Reprise                                  | Peter Gabriel                                                                                                   | Passion | 2:44                          | 1989         | instrumental, alternative Version ohne Datumsangabe (vocal) veröffentlicht 2025 (2:21) unter Bandcamp Exclusives |
| Olive Tree                                                | Peter Gabriel                                                                                                   | i/o | 5:58                          | 2023         | Bright-Side Mix und Dark-Side Mix, sowie In-Side Mix (Dolby Atmos), Arbeitsversion (Band Session) veröffentlicht 2023 (7:50) unter Bandcamp Exclusives |
| One Heart                                                 | Peter Gabriel, Steven Van Zandt                                                                                 | One World One Voice (Album von Various Artists)                                                            | 2:34                          | 1990         | mit Gesang von Peter Gabriel |
| One White Field                                           | Peter Gabriel, Suzanne Vega, Geoffrey Oryema                                                                    | One World One Voice (Album von Various Artists)                                                            | 3:18                          | 1990         | mit Gesang von Peter Gabriel |
| Only Us                                                   | Peter Gabriel                                                                                                   | Us | 6:30                          | 1992         | |
| On the Air                                                | Peter Gabriel                                                                                                   | Peter Gabriel (Scratch)                                                                                    | 5:30                          | 1978         | |
| On the Map                                                | Peter Gabriel                                                                                                   | Long Walk Home                                                                                             | 0:58                          | 2002         | instrumental |
| Open                                                      | Peter Gabriel, L. Shankar                                                                                       | Passion | 3:27                          | 1989         | instrumental |
| Our Egg (Everybird Instrumental 2)                        | Peter Gabriel                                                                                                   | Birds Like Us (O.S.T.)                                                                                     | 0:44                          | 2017         | instrumental |
| Out Out                                                   | Peter Gabriel                                                                                                   | Gremlins (O.S.T.)                                                                                          | 7:00                          | 1984         | |
| Over The Edge                                             | Caroline Shankar, L. Shankar, Peter Gabriel                                                                     | Eye Catcher (Album von The Epidemics)                                                                      | 5:23                          | 1989         | mit Gesang und Keyboards von Peter Gabriel |
| Panopticom                                                | Peter Gabriel                                                                                                   | i/o | 5:14                          | 2023         | Bright-Side Mix und Dark-Side Mix, sowie In-Side Mix (Dolby Atmos), Arbeitsversion (Original Band Tracking Session 24/09/2021) veröffentlicht 2023 (5:33) unter Bandcamp Exclusives |
| Party Man                                                 | Peter Gabriel, George Acogny, Tori Amos                                                                         | Virtuosity (O.S.T.)                                                                                        | 5:39                          | 1995         | ebenfalls veröffentlicht 2024 unter Bandcamp Exclusives, Remake 2019 als This Is Party Man auf Rated PG veröffentlicht |
| Passion                                                   | Peter Gabriel                                                                                                   | Passion | 7:39                          | 1989         | instrumental |
| Perspective                                               | Peter Gabriel                                                                                                   | Peter Gabriel (Scratch)                                                                                    | 3:23                          | 1978         | |
| Philadelphia                                              | Neil Young | Scratch My Back                                                                                            | 3:46                          | 2010         | Coverversion |
| Playing for Time                                          | Peter Gabriel                                                                                                   | i/o | 6:17                          | 2023         | Bright-Side Mix und Dark-Side Mix, sowie In-Side Mix (Dolby Atmos), Arbeitsversion (Up tempo Time) veröffentlicht 2023 (6:11) unter Bandcamp Exclusives |
| Politics of Love                                          | Peter Gabriel, Paul McCartney                                                                                   | unveröffentlicht                                                                                           | ?                             | 1986         | für eine Kompilation zu Gunsten der Universität für den Frieden von Costa Rica / zum „Internationalen Tag des Friedens“ von Amnesty International |
| Powerhouse at the Foot of the Mountain (from San Jacinto) | Peter Gabriel                                                                                                   | Birdy | 2:19                          | 1985         | instrumental |
| The Power of the Heart                                    | Lou Reed | Scratch My Back                                                                                            | 5:52                          | 2010         | Coverversion |
| The Promise of Shadows                                    | Peter Gabriel                                                                                                   | Passion | 2:13                          | 1989         | instrumental |
| Put The Bucket Down                                       | Peter Gabriel                                                                                                   | unveröffentlicht                                                                                           | ?                             | 2022         | war für i/o geplant, könnte eventuell auf o/i erscheinen |
| Qualquer Coisa A Haver Com O Paraiso                      | Milton Nascimento, Flávio Venturini                                                                             | Angelus (Album von Milton Nascimento)                                                                      | 6:59                          | 1993         | Gesang von Peter Gabriel |
| Quiet and Alone                                           | Peter Gabriel                                                                                                   | Birdy | 2:30                          | 1985         | instrumental |
| A Quiet Moment                                            | Peter Gabriel                                                                                                   | New Blood                                                                                                  | 4:48                          | 2011         | Aufnahme der Geräusche der Natur auf dem Little Solsbury Hill |
| Quiet Steam                                               | Peter Gabriel                                                                                                   | Digging in the Dirt (Single)                                                                               | 6:27                          | 1992         | B-Seite, bei der Secret World Tour als Vorspiel für Steam, veröffentlicht auf Secret World Live |
| Qui Sait?                                                 | Erick Benzi | Solidays L’Album                                                                                           | 4:33                          | 2000         | Gabriel singt mehrere Zeilen auf Englisch und Französisch. |
| The Rabbit-Proof Fence                                    | Peter Gabriel, Richard Evans, David Rhodes                                                                      | Long Walk Home                                                                                             | 1:08                          | 2002         | instrumental |
| Radio Everyone                                            | Peter Gabriel                                                                                                   | Radio Everyone-Kampagne der UN Global Goals                                                                | 0:14                          | 2015         | mit dem Soweto Gospel Choir, verschiedene Soundschnipsel 0:07 – 5:30 |
| Red Rain                                                  | Peter Gabriel                                                                                                   | So | 5:39                          | 1986         | |
| The Return (Parts 1, 2 and 3)                             | Peter Gabriel                                                                                                   | Long Walk Home                                                                                             | 10:25                         | 2002         | instrumental |
| Revenge                                                   | Peter Gabriel                                                                                                   | OVO | 1:31                          | 2000         | |
| The Rhythm of the Heat                                    | Peter Gabriel                                                                                                   | Peter Gabriel (Security)                                                                                   | 5:15                          | 1982         | |
| Der Rhythmus der Hitze                                    | Peter Gabriel, Horst Königstein                                                                                 | Deutsches Album                                                                                            | 5:36                          | 1982         | deutschsprachige Version von The Rhythm of the Heat |
| Road to Joy                                               | Peter Gabriel                                                                                                   | i/o | 5:21                          | 2023         | Bright-Side Mix und Dark-Side Mix, sowie In-Side Mix (Dolby Atmos), Arbeitsversion (Post Band Version) veröffentlicht 2023 (6:37) unter Bandcamp Exclusives |
| Running to the Rain                                       | Peter Gabriel                                                                                                   | Long Walk Home                                                                                             | 3:18                          | 2002         | instrumental |
| Sagrada                                                   | Peter Gabriel                                                                                                   | So – 25th Anniversary Deluxe Box-Set                                                                       | 3:40                          | 2012         | verworfene Version von in Your Eyes, in dem Boxset auf Vinyl-Maxi-Single veröffentlicht |
| Safe                                                      | Christopher Young, Peter Gabriel, George Acogny, Tori Amos                                                      | Virtuosity (DVD)                                                                                           | 1:48                          | 1995         | |
| Salala                                                    | Angélique Kidjo, Jean Louis Herbrail                                                                            | Djin Djin                                                                                                  | 3:24                          | 2007         | mit Gesang von Peter Gabriel |
| Sandstorm                                                 | Peter Gabriel                                                                                                   | Passion | 3:02                          | 1989         | instrumental |
| San Jacinto                                               | Peter Gabriel                                                                                                   | Peter Gabriel (Security)                                                                                   | 6:22                          | 1982         | |
| San Jacinto (deutsche Version)                            | Peter Gabriel, Horst Königstein                                                                                 | Deutsches Album                                                                                            | 6:13                          | 1982         | deutschsprachige Version von San Jacinto |
| Schnappschuss (Ein Familienfoto)                          | Peter Gabriel, Horst Königstein                                                                                 | Ein deutsches Album                                                                                        | 4:26                          | 1980         | deutschsprachige Version von Family Snapshot |
| Schock den Affen                                          | Peter Gabriel, Horst Königstein                                                                                 | Deutsches Album                                                                                            | 5:43                          | 1982         | deutschsprachige Version von Shock the Monkey |
| Screaming Jets                                            | Johnny Warman                                                                                                   | Walking Into Mirrors (Album von Johnny Warman)                                                             | 5:21                          | 1981         | mit Gesang von Peter Gabriel |
| Secret World                                              | Peter Gabriel                                                                                                   | Us | 7:03                          | 1992         | alternative Version Secret World (Piano Mix) vom Februar 1991 (7:00) veröffentlicht 2024 unter Bandcamp Exclusives |
| A Sense of Home                                           | Peter Gabriel                                                                                                   | Long Walk Home                                                                                             | 1:59                          | 2002         | instrumental |
| Seven Zero                                                | Peter Gabriel                                                                                                   | Real World Notes CD-Extra #2                                                                               | 1:07                          | 1996         | veröffentlicht 2024 unter Bandcamp Exclusives auf Real World Notes |
| Shadow                                                    | Peter Gabriel                                                                                                   | Words with Gods (O.S.T.)                                                                                   | ?                             | 2012         | |
| Shakin’ the Tree                                          | Peter Gabriel, Youssou N’Dour                                                                                   | The Lion (Youssou N’Dour-Album)                                                                            | 5:42                          | 1989         | alternative Version 1990 unter dem Titel Shaking the Tree auf Shaking the Tree: Sixteen Golden Greats |
| Shock the Monkey                                          | Peter Gabriel                                                                                                   | Peter Gabriel (Security)                                                                                   | 5:28                          | 1982         | frühe Demo von etwa 1980 (Early Demo) veröffentlicht 2025 (3:47) unter Bandcamp Exclusives, weitere frühe Demo von 1981 oder Anfang 1982 (Alternative Vocal Ideas) veröffentlicht 2025 (3:27) unter Bandcamp Exclusives |
| Shosholoza                                                | Todd Matshikiza                                                                                                 | Biko (Single)                                                                                              | 5:19                          | 1980         | B-Seite, Coverversion |
| Show Yourself                                             | Peter Gabriel                                                                                                   | Back to Front: Live in London                                                                              | 4:22                          | 2014         | aufgenommen ursprünglich 2012 unter dem Titel Why Don’t You Show Yourself für den Film Words with God |
| Signal to Noise                                           | Peter Gabriel                                                                                                   | Up | 7:36                          | 2002         | |
| Sketch Pad with Trumpet and Voice                         | Peter Gabriel                                                                                                   | Birdy | 3:05                          | 1985         | instrumental |
| Sky Blue                                                  | Peter Gabriel                                                                                                   | Up | 6:37                          | 2002         | frühe alternative Version vom 1. Juni 1990 aus den Real World Studios (Vibe Mix) veröffentlicht 2025 (7:46) unter Bandcamp Exclusives, alternative Version vom 8. Juni 1990 aus den Real World Studios (Mood Mix) veröffentlicht 2025 (6:31) unter Bandcamp Exclusives, alternative Version vom 16. November 1990 aus den Real World Studios (Post Band Version) veröffentlicht 2025 (6:29) unter Bandcamp Exclusives                                  |
| Sledgehammer                                              | Peter Gabriel                                                                                                   | So | 5:16                          | 1986         | |
| Slow Blooded                                              | Peter Gabriel                                                                                                   | CD erhältlich mit Matador Magazine in Spanien                                                              | 5:30                          | 2011         | instrumentales Stück auf der Basis von der Blood of Eden-New Blood-Version, veröffentlicht 2024 unter Bandcamp Exclusives auf Full Stretch |
| Slowburn                                                  | Peter Gabriel                                                                                                   | Peter Gabriel (Car)                                                                                        | 4:36                          | 1977         | |
| Slow Marimbas                                             | Peter Gabriel                                                                                                   | Birdy | 3:21                          | 1985         | instrumental |
| Slow Water                                                | Peter Gabriel                                                                                                   | Birdy | 2:51                          | 1985         | instrumental |
| Soft Dog                                                  | Peter Gabriel                                                                                                   | Shock the Monkey (Single)                                                                                  | 4:17                          | 1982         | B-Seite |
| Solsbury Hill                                             | Peter Gabriel                                                                                                   | Peter Gabriel (Car)                                                                                        | 3:24                          | 1977         | |
| So Much                                                   | Peter Gabriel                                                                                                   | i/o | 4:50                          | 2023         | Bright-Side Mix und Dark-Side Mix, sowie In-Side Mix (Dolby Atmos), Arbeitsversion (Guitar Version) veröffentlicht 2023 (4:48) unter Bandcamp Exclusives |
| Speak (Bol)                                               | Peter Gabriel                                                                                                   | The Reluctant Fundamentalist (O.S.T.)                                                                      | 6:33                          | 2012         | auch 2019 auf Rated PG veröffentlicht |
| Spiel ohne Grenzen                                        | Peter Gabriel, Horst Königstein                                                                                 | Ein deutsches Album                                                                                        | 4:07                          | 1980         | deutschsprachige Version von Games Without Frontiers |
| Start                                                     | Peter Gabriel                                                                                                   | Peter Gabriel (Melt)                                                                                       | 1:20                          | 1980         | instrumental, auf Ein deutsches Album mit Frag mich nicht immer (deutschsprachige Version von I Don’t Remember) zusammengelegt |
| Stealing the Children                                     | Peter Gabriel                                                                                                   | Long Walk Home                                                                                             | 3:19                          | 2002         | instrumental |
| Steam                                                     | Peter Gabriel                                                                                                   | Us | 6:03                          | 1992         | |
| Stig                                                      | Peter Gabriel                                                                                                   | Words with Gods (O.S.T.)                                                                                   | ?                             | 2012         | |
| Stigmata                                                  | Peter Gabriel, Mahmoud Tabrizi-Zadeh                                                                            | Passion | 2:28                          | 1989         | instrumental |
| The Story of OVO                                          | Peter Gabriel                                                                                                   | OVO | 5:21                          | 2000         | |
| Strange Little Creatures (Everybird Instrumental 1)       | Peter Gabriel                                                                                                   | Birds Like Us (O.S.T.)                                                                                     | 0:54                          | 2017         | instrumental |
| Strawberry Fields Forever                                 | John Lennon, Paul McCartney                                                                                     | All This and World War II (O.S.T.)                                                                         | 2:30                          | 1976         | Coverversion, Original von The Beatles |
| Street Spirit (Fade Out)                                  | Thom Yorke, Ed O’Brien, Colin Greenwood, Jonny Greenwood, Phil Selway                                           | Scratch My Back                                                                                            | 5:06                          | 2010         | Coverversion, Original von Radiohead |
| Structure                                                 | Peter Gabriel                                                                                                   | Words with Gods (O.S.T.)                                                                                   | ?                             | 2012         | |
| Summertime                                                | George Gershwin, Ira Gershwin, DuBose Heyward                                                                   | The Glory Of Gershwin                                                                                      | 3:50                          | 1994         | Coverversion |
| SUS                                                       | Jimmy Pursey, Peter Gabriel, John Ellis                                                                         | Animals Have More Fun (Single von Jimmy Pursey)                                                            | 5:25                          | 1981         | mit Peter Gabriel und Band, Musikproduzent: Peter Gabriel |
| Suzanne                                                   | Leonard Cohen                                                                                                   | Tower of Song: The Songs of Leonard Cohen                                                                  | 5:12                          | 1995         | Coverversion |
| Taboo                                                     | Peter Gabriel, Nusrat Fateh Ali Khan                                                                            | Natural Born Killers (O.S.T.)                                                                              | 4:22                          | 1994         | auch 2019 auf Rated PG veröffentlicht |
| Take Me Home                                              | Phil Collins | No Jacket Required (Album von Phil Collins)                                                                | 5:51                          | 1985         | mit Begleitgesang von Peter Gabriel |
| Taste Of Lime                                             | Peter Gabriel                                                                                                   | Xplora1: Peter Gabriel’s Secret World                                                                      | ?                             | 1991         | Songschnipsel aus der Real World Recording Week 1991, kurzer Demo Schnipsel auf der CD-ROM |
| Teddy Bear                                                | John Fred Coots, Jack Winters                                                                                   | D.I.Y. (Single)                                                                                            | 2:17                          | 1978         | Single-B-Seite, auch Me and my Teddy Bear, neu aufgenommene Single-Version auf Flotsam and Jetsam |
| That’ll Do                                                | Randy Newman | Babe: Pig in the City (O.S.T.)                                                                             | 3:56                          | 1998         | auch 2019 auf Rated PG veröffentlicht |
| That Voice Again                                          | Peter Gabriel                                                                                                   | So | 4:52                          | 1986         | |
| There Is So Much Power In The Universe                    | Peter Gabriel, Tim Bruzon                                                                                       | Birds Like Us (O.S.T.)                                                                                     | 2:49                          | 2017         | |
| This Dream                                                | Youssou N’Dour, Jonathan Sharp                                                                                  | Joko (From Village To Town)                                                                                | 5:14                          | 2000         | Peter Gabriel singt die beiden Worte des Refrains |
| This Is Home                                              | Peter Gabriel                                                                                                   | i/o | 5:05                          | 2023         | Bright-Side Mix und Dark-Side Mix, sowie In-Side Mix (Dolby Atmos), Arbeitsversion (Post Band Version) veröffentlicht 2023 (5:02) unter Bandcamp Exclusives |
| This Is Party Man                                         | Peter Gabriel, George Acogny, Tori Amos                                                                         | Rated PG                                                                                                   | 6:36                          | 2019         | Gegenüber der Original Version Party Man von 1995 auf Virtuosity (O.S.T.) und 2024 (5:39) unter Bandcamp Exclusives, Remake mit anderen Gesangslinien, einer etwas organischeren Textur und einer instrumentalen, klaviergetriebenen Coda |
| This is the Picture (Excellent Birds)                     | Peter Gabriel, Laurie Anderson                                                                                  | So | 4:25                          | 1986         | nicht auf der originalen LP-Version enthalten, eigene Version von Laurie Anderson bereits 1984 unter dem Titel Excellent Birds auf dem Album Mister Heartbreak, geschrieben für das 1984 verwirklichte Projekt Good Morning, Mr. Orwell des Videokünstlers Nam June Paik |
| This Is The Road                                          | Peter Gabriel                                                                                                   | unveröffentlicht                                                                                           | 5:19                          | 1986         | Demo vom Januar 1986 veröffentlicht 2024 (5:19) unter Bandcamp Exclusives, weitere frühere Demo vom November 1985 veröffentlicht 2025 (4:14) unter Bandcamp Exclusives |
| Thrills                                                   | Peter Gabriel                                                                                                   | unveröffentlicht                                                                                           | 0:58                          | 1989         | instrumental, ursprünglich vorgesehen für Passion |
| The Time of the Turning                                   | Peter Gabriel                                                                                                   | OVO | 5:06                          | 2000         | |
| The Time of the Turning (Reprise)/The Weaver’s Reel       | Peter Gabriel, Richard Evans (nur The Weaver’s Reel)                                                            | OVO | 5:37                          | 2000         | |
| Topping the Mountain                                      | Peter Gabriel                                                                                                   | CD erhältlich mit Matador Magazine in Spanien                                                              | 13:03                         | 2011         | instrumentales Stück auf der Basis von der San Jacinto-New Blood-Version, veröffentlicht 2024 unter Bandcamp Exclusives auf Full Stretch" |
| The Tower That Ate People                                 | Peter Gabriel                                                                                                   | OVO | 4:49                          | 2000         | In einem Remix von Steve Osbourne Teil des Soundtracks des Filmes Red Planet von Antony Hoffman aus dem Jahr 2000. |
| The Tracker                                               | Peter Gabriel                                                                                                   | Long Walk Home                                                                                             | 2:47                          | 2002         | instrumental |
| The Tree That Went Up                                     | Peter Gabriel                                                                                                   | OVO: The Millennium Show                                                                                   | 2:17                          | 2000         | nicht in der Standard-Edition OVO enthalten, auch veröffentlicht 2025 (2:14) unter Bandcamp Exclusives |
| The Tree Within The Seed                                  | Peter Gabriel                                                                                                   | Birds Like Us (O.S.T.)                                                                                     | 1:28                          | 2017         | |
| Troubled                                                  | Peter Gabriel                                                                                                   | Passion | 2:55                          | 1989         | instrumental |
| Tsi Dub Stret                                             | Peter Gabriel                                                                                                   | Words with Gods (O.S.T.)                                                                                   | ?                             | 2012         | |
| Und durch den Draht                                       | Peter Gabriel, Horst Königstein                                                                                 | Ein deutsches Album                                                                                        | 4:28                          | 1980         | deutschsprachige Version von And Through the Wire |
| Undercurrents                                             | Peter Gabriel                                                                                                   | Graham Dean – Strange Beauty (Deluxe Edition Box-Set)                                                      | 14:28                         | 2022         | veröffentlicht 2023 unter Bandcamp Exclusives |
| Under Lock and Key (from Wallflower)                      | Peter Gabriel                                                                                                   | Birdy | 2:28                          | 1985         | instrumental |
| Underscore (excerpts based on Parker’s Theme)             | Peter Gabriel, George Acogny                                                                                    | Virtuosity (DVD)                                                                                           | 8:03                          | 1995         | |
| Unlocking the Door                                        | Peter Gabriel                                                                                                   | Long Walk Home                                                                                             | 1:57                          | 2002         | instrumental |
| The Veil                                                  | Peter Gabriel                                                                                                   | The Veil (Single)                                                                                          | 5:50                          | 2016         | aus Snowden, nicht Teil des O.S.T. |
| Voices Of Freedom                                         | Lou Reed | The Secret Policeman’s Third Ball (Album mit verschiedenen Künstlern)                                      | 5:12                          | 1987         | Live-Aufnahme aus dem Palladium Theatre, London |
| Waiting for the Big One                                   | Peter Gabriel                                                                                                   | Peter Gabriel (Car)                                                                                        | 7:15                          | 1977         | |
| Walk Through the Fire                                     | Peter Gabriel                                                                                                   | Walk Through the Fire (Single)                                                                             | 3:30                          | 1984         | von Against All Odds (O.S.T), auch 2019 auf Rated PG veröffentlicht |
| Wallflower                                                | Peter Gabriel                                                                                                   | Peter Gabriel (Security)                                                                                   | 6:29                          | 1982         | |
| Wall of Breath                                            | Peter Gabriel                                                                                                   | Passion | 2:29                          | 1989         | instrumental |
| Warm and Alive                                            | Peter Gabriel                                                                                                   | CD erhältlich mit Matador Magazine in Spanien                                                              | 17:29                         | 2011         | instrumentales Stück auf der Basis von der Father, Son-New Blood-Version, veröffentlicht 2024 unter Bandcamp Exclusives auf Full Stretch |
| Warm Doorway                                              | Manu Katché, Connie Fisher, Sophie Duez                                                                         | It’s About Time (Album von Manu Katché)                                                                    | 3:16                          | 1991         | mit Gesang von Peter Gabriel |
| Washing of the Water                                      | Peter Gabriel                                                                                                   | Us | 3:52                          | 1992         | |
| Waterloo Sunset                                           | Ray Davies | Scratch My Back                                                                                            | 3:50                          | 2010         | Coverversion, nur Special Edition, Original von The Kinks |
| We Do What We’re Told (Milgram’s 37)                      | Peter Gabriel                                                                                                   | So | 3:22                          | 1986         | inspiriert von Stanley Milgrams Milgram-Experiment |
| What Lies Ahead                                           | Isaac Gabriel, Peter Gabriel                                                                                    | Back to Front Tour (Encore Series)                                                                         | 4:39                          | 2014         | Instrumentalversion von Paolo Fresu 2016 veröffentlicht, Die Studioaufnahme soll auf dem zukünftigen Album o/i veröffentlicht werden. Nach dem Deutschen Genesis Fanclub 'it' wurden sowohl ein Bright-Side Mix, ein Dark-Side Mix als auch ein In-Side Mix (Dolby Atmos) erstellt. |
| When You’re Falling                                       | Simon Emmerson, James McNally, Iarla O’Lionaird, Martin Russell                                                 | Volume 3: Further in Time (Afro-Celt-Sound-System-Album)                                                   | 5:14                          | 2001         | |
| While the Earth Sleeps                                    | Peter Gabriel, Éric Mouquet, Michel Sanchez                                                                     | Boheme (European Edition) (Deep-Forest-Album)                                                              | 3:50                          | 1995         | von Strange Days (O.S.T.) |
| White Ashes                                               | Peter Gabriel                                                                                                   | OVO | 2:34                          | 2000         | |
| White Shadow                                              | Peter Gabriel                                                                                                   | Peter Gabriel (Scratch)                                                                                    | 5:14                          | 1978         | |
| Whole Thing                                               | Alex Faku, Tim Finn, Peter Gabriel, Geoffrey Oryema, Karl Wallinger, Andy White                                 | Long Way Down (O.S.T.)                                                                                     | 5:27                          | 2007         | ebenfalls veröffentlicht 2008 auf Big Blue Ball |
| Why Don’t We                                              | Peter Gabriel                                                                                                   | unveröffentlicht                                                                                           | 7:16                          | 1977         | |
| Why Don’t You Show Yourself                               | Peter Gabriel                                                                                                   | Words with Gods (O.S.T.)                                                                                   | 4:22                          | 2012         | veröffentlicht 2014 unter dem Titel Show Yourself auf Back to Front: Live in London |
| Wild World                                                | Cat Stevens | 46664: Part 1 African Prayer (Album von Various Artists) 46664 The Event (Konzertfilm von Various Artists) | 5:02                          | 2004         | Live-Auftritt mit Yusuf Islam bei dem 46664-Konzert von Nelson Mandela am 29. November 2003 im Green-Point-Stadion in Kapstadt, Südafrika. |
| Winds Of Change (Mandela To Mandela)                      | Nona Hendryx | Female Trouble (Album von Nona Hendryx)                                                                    | 5:48                          | 1987         | mit Keyboards und Gesang von Peter Gabriel |
| Wir Tun Was Ihr Sagt (Milgram’s 37)                       | Peter Gabriel, Horst Königstein                                                                                 | unveröffentlicht                                                                                           | ?                             | 1980         | deutschsprachige Version von We Do What We’re Told (Milgram’s 37) |
| With This Love                                            | Peter Gabriel                                                                                                   | Passion | 3:40                          | 1989         | instrumental |
| With This Love (Choir)                                    | Peter Gabriel                                                                                                   | Passion | 3:20                          | 1989         | instrumental |
| The Woman With The Child In Her Eyes                      | Kate Bush | Tour of Life (Tournee von Kate Bush)                                                                       | 3:36                          | 1979         | Variante von The Man with the Child in His Eyes, gesungen live mit Kate Bush und Steve Harley |
| A Wonderful Day in a One-Way World                        | Peter Gabriel                                                                                                   | Peter Gabriel (Scratch)                                                                                    | 3:33                          | 1978         | |
| You Get What You Want (When You Rip It Off)               | Peter Gabriel, Martin Hall                                                                                      | unveröffentlicht                                                                                           | 5:11                          | 1974         | |
| You Never Know                                            | Peter Gabriel, Martin Hall                                                                                      | unveröffentlicht                                                                                           | 3:49                          | 1974         | Demo veröffentlicht 2024 unter Bandcamp Exclusives, mit Phil Collins, wurde 1975 von dem Comedian und Schauspieler Charlie Drake veröffentlicht |
| Zaar                                                      | Peter Gabriel                                                                                                   | Passion | 4:53                          | 1989         | instrumental |